# H.Essers

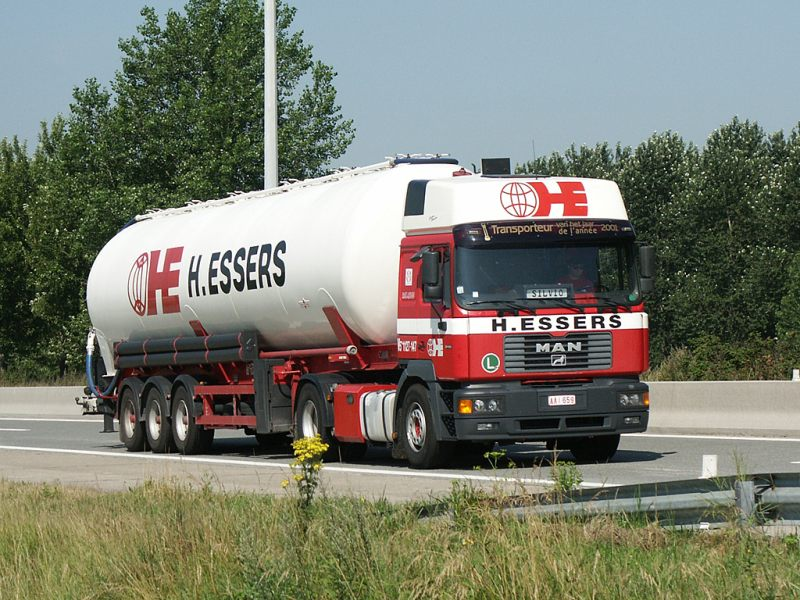
LKW der Firma H.Essers

H.Essers ist ein Logistikunternehmen mit Sitz in Genk. Es hat rund 1.475 LKW im Einsatz und verfügt über etwa 1.060.000 m2 Lagerfläche.
Im Jahr 2012 wurden 84 % des Umsatzes im Ausland erwirtschaftet.

## Geschichte
Im Jahr 1928 gründete Henri Essers das Unternehmen. Im Jahr 1985 wurde eine Zweigstelle in Italien eröffnet. 2005 war H.Essers Gründungsmitglied der System Alliance Europe. 2012 wurde die Firma KDL Trans und 2014 Neff & Steelexpress übernommen.
Essers ist mittlerweile in 17 Ländern vertreten. Im Jahr 2015 wurde das Unternehmen Kammann Transporte übernommen, das sich auf Pharmatransporte spezialisiert hatte.
H.Essers kündigte im Februar 2018 an, das Seebrügger Tank-Container-Unternehmen Huktra zu übernehmen. Am 23. Februar 2018 fand der erste Spatenstich für einen neuen trimodalen Logistikhub auf dem früheren Ford-Gelände in Genk statt.